# Julius Hotchkiss

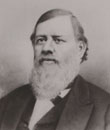
Julius Hotchkiss

Julius Hotchkiss (* 11. Juli 1810 in Waterbury, Connecticut; † 23. Dezember 1878 in Middletown, Connecticut) war ein US-amerikanischer Politiker. Zwischen 1867 und 1869 vertrat er den zweiten Wahlbezirk des Bundesstaates Connecticut im US-Repräsentantenhaus. Außerdem war er Vizegouverneur seines Heimatstaates.

## Werdegang
Julius Hotchkiss, Sohn einer Farmerfamilie, besuchte die öffentlichen Schulen seiner Heimat und unterrichtete später für kurze Zeit in Prospect selbst als Lehrer. Danach zog er wieder in seinen Geburtsort Waterbury. Dort betrieb er einen Laden und eine Fabrik, die Baumwollprodukte und vor allem Hosenträger herstellte. 1852 wurde er als gemeinsamer Kandidat der Demokratischen Partei und der Whigs zum Bürgermeister von Waterbury gewählt. In der Folge wurde er dann Mitglied der Demokratischen Partei. In den Jahren 1851 und 1858 war Hotchkiss Abgeordneter im Repräsentantenhaus von Connecticut.
1866 wurde Hotchkiss im zweiten Distrikt von Connecticut in das US-Repräsentantenhaus in Washington, D.C. gewählt. Dort trat er am 4. März 1867 die Nachfolge des Republikaners Samuel L. Warner an. Bis zum 3. März 1869 absolvierte er aber nur eine Legislaturperiode im Kongress, die von dem politischen Streit zwischen den Republikanern und Präsident Andrew Johnson bestimmt war. Höhepunkt dieser Auseinandersetzung war ein Amtsenthebungsverfahren gegen den Präsidenten, das von der republikanischen Mehrheit im US-Repräsentantenhaus unterstützt wurde, im US-Senat aber an einer republikanischen Stimme scheiterte. Die Demokraten unterstützten in diesem Streit den Präsidenten.
Nach dem Ende seiner Zeit im US-Repräsentantenhaus war Julius Hotchkiss von 1870 bis 1871 Vizegouverneur von Connecticut. Danach hat er keine weiteren politischen Ämter mehr ausgeübt. Er starb im Dezember 1878 in Middletown. Julius Hotchkiss war mit Melissa Perkins verheiratet, mit der er fünf Kinder hatte.